# Rezerwat przyrody Kamień Śląski
Rezerwat przyrody Kamień Śląski – leśny rezerwat przyrody w gminie Gogolin, w powiecie krapkowickim, w województwie opolskim. Znajduje się w pobliżu wsi Górażdże i Kamionek, około 2,5 km na zachód od wsi Kamień Śląski.
Został powołany Zarządzeniem Ministra Leśnictwa i Przemysłu Drzewnego z 11 lutego 1958 roku (M.P. z 1958 r. nr 20, poz. 127). Według aktu powołującego, rezerwat utworzono w celu zachowania ze względów naukowych i dydaktycznych lasu mieszanego ze stanowiskiem brekinii (Sorbus torminalis). Początkowo zajmował powierzchnię 10,84 ha. W 2008 roku powiększono go do 13,60 ha i tyle zajmuje do tej pory.
Na terenie rezerwatu stwierdzono występowanie 130 gatunków roślin naczyniowych, w tym 10 gatunków chronionych (stan na 2012), m.in. lilia złotogłów, kruszczyk szerokolistny, buławnik wielkokwiatowy, gnieźnik leśny, przylaszczka pospolita.
Rezerwat leży na terenie Nadleśnictwa Strzelce Opolskie. Nadzór sprawuje Regionalny Dyrektor Ochrony Środowiska w Opolu. Na mocy obowiązującego planu ochrony ustanowionego w 2016 roku, obszar rezerwatu objęty jest ochroną czynną.